# Буцкий, Владимир Романович
Влади́мир Рома́нович Буцкий (1866 — 1932) — член III Государственной думы от Херсонской губернии, землевладелец.

## Биография
Из потомственных дворян Херсонской губернии. Землевладелец Александрийского уезда (940 десятин).
Окончил Александрийское реальное училище (1883). Ввиду смерти отца, вынужден был уехать в родовое имение и заняться сельским хозяйством. Благодаря упорной работе быстро превратил своё хозяйство в число образцовых. В 1905 году хозяйство сильно пострадало от аграрных беспорядков: земледельческие машины и орудия, десятки тысяч пудов хлеба были сожжены и расхищены.
В 1906 году был избран гласным Александрийского уездного земского собрания, почетным мировым судьей и помощником предводителя дворянства.
В 1907 году был избран членом III Государственной думы от Херсонской губернии. Входил в национальную группу, с 3-й сессии — в русскую национальную фракцию, с 5-й сессии — в группу независимых националистов П. Н. Крупенского. Состоял членом комиссий: земельной, о торговле и промышленности, об охоте и по переселенческому делу.
В дни Февральской революции прислал в Государственную думу приветствие в связи с победой революции.
По некотором данным, умер в 1932 году в Одессе.